# Brachygonia ophelia
Brachygonia ophelia е вид водно конче от семейство Libellulidae.

## Разпространение
Видът е разпространен в Бруней, Индонезия (Калимантан) и Малайзия (Саравак).